# 黑山岩画
黑山岩画，位于中国甘肃省嘉峪关市，为一个全国重点文物保护单位，类型为石窟寺及石刻。
黑山岩画的历史年代为战国至明。

## 立法保护
2019年11月20日嘉峪关市第十届人民代表大会常务委员会第二十二次会议表决通过，2020年4月1日甘肃省第十三届人民代表大会常务委员会第十五次会议批准《嘉峪关市黑山岩画保护条例》，2020年5月1日施行。